# Heikki Sammallahti
Heikki Albert Sammallahti (Pyhäjärvi, 20 gennaio 1886 – Kokkola, 17 ottobre 1954) è stato un ginnasta finlandese.

## Palmarès

### Olimpiadi
- 1 medaglia:
  - 1 argento (Stoccolma 1912 nel concorso libero a squadre)